# Колпаков, Архип Иванович
Архип Иванович Колпаков (1892—1944) — генерал-майор Рабоче-крестьянской Красной Армии, участник Гражданской и Великой Отечественной войн.

## Биография

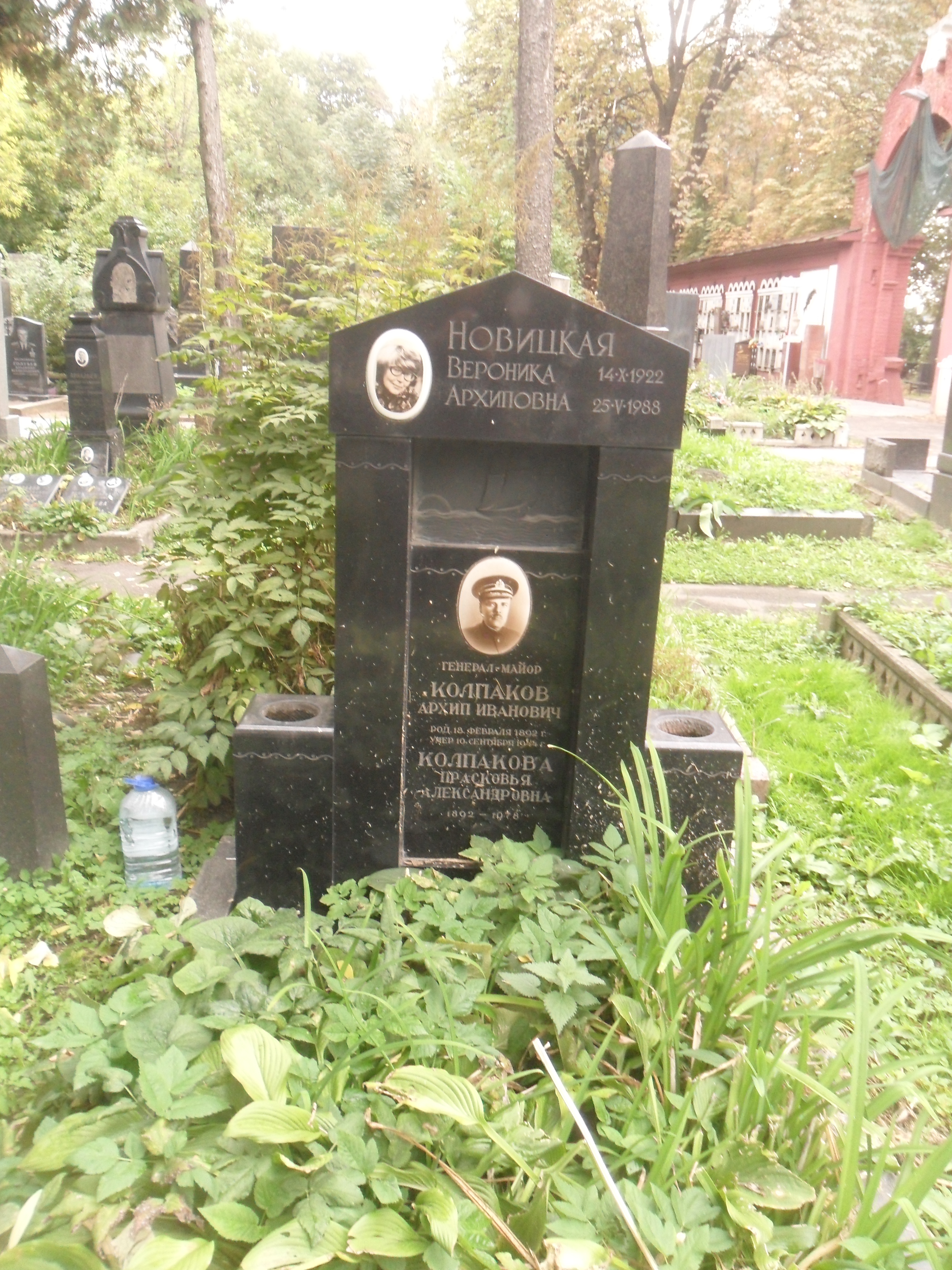
Могила Колпакова на Новодевичьем кладбище Москвы.

Родился 18 февраля 1892 года в селе Омары Благовещенско-Омарской волости Мамадышского уезда Казанской губернии (ныне — Мамадышский район Татарстана).
В 1913 году он был призван на службу в Русский императорский флот. Начинал службу матросом на тральщиках. Окончил радиотелеграфные курсы Учебно-минного отряда, после чего служил радиотелеграфистом на Балтийском флоте.
В 1919 году Колпаков пошёл на службу в Рабоче-крестьянскую Красную Армию. Участвовал в боях Гражданской войны на Восточном фронте.
Член ВКП(б) с 1920 года.
В 1923 году - помощник командира Бакинского военного порта. С 1923 по 1926 год - помощник начальника Морских сил Каспийского моря (с главной базой в г. Баку) по хозяйственной части. С 1926 по 1927 год - начальник хозяйственного отдела Главвоенпорта Черноморского флота. В 1929 году окончил курсы усовершенствования высшего и начальствующего состава. С 1929 по 1930 год - заместитель командира Главвоенпорта и начальник Управления снабжения и ремонта Черноморского флота. С 1930 по 1931 год - начальник моботдела Всесоюзного объединения судостроительной промышленности. С 1932 по 1935 год — слушатель особого курса при Военно-морской академии.
С 1935 по 1936 год - начальник отдела вооружения Главвоенпорта Краснознаменного Балтийского флота. С 1936 по 1938 год - начальник отдела вооружений Кронштадтского морского судоремонтного завода. 
25 февраля 1938 года он был арестован. 13 августа 1939 года обвинен и приговорен Особым отделом Балтийского флота по ст. 58-1 "б": "участник антисоветского военного заговора и вредительство". В сентябре 1939 года дело против него было прекращено за недостаточностью улик. С 1939 по 1940 год - начальник исторического отдела Центрального военно-морского музея. С сентября 1940 года и до самого начала Великой Отечественной войны командовал Кронштадтским морским портом.
С началом Великой Отечественной войны с июня 1941 года занимал должность заместителя начальника тыла Балтийского флота, а также начальника тыла Кронштадтской военно-морской базы. 
17 июня 1942 года ему было присвоено звание генерал-майора интендантской службы.
С мая 1943 года находился в распоряжении Главного управления ВМФ.
Скончался 10 сентября 1944 года, похоронен на Новодевичьем кладбище Москвы.